# Joan Daura
Joan Daura Luján es un arqueólogo catalán especialista en Paleolítico .
Doctor por la Universidad de Barcelona  realizó su tesis doctoral centrada en el poblamiento Paleolítico del NE de la Península Ibérica. Es profesor titular de Prehistoria en la Universidad de Barcelona,  y ha sido investigador en las Universidades de Bristol en Reino Unido y en la Universidad de Lisboa de Portugal.  Entre los principales hitos arqueológicos destacan los restos Neandertales de la Cueva del Gegant  y el cráneo de Aroeira-3 de hace 400.000 años de antigüedad encontrado en Portugal 
Su especialidad es el estudio de la prehistoria en general y en concreto el paleolítico de la Península Ibérica, donde ha realizado numerosas excavaciones arqueológicas en diferentes yacimientos como la Cueva del coll Verdaguer, la Cueva del Gigante, o la Cueva del Rinoceronte .

Es autor de artículos científicos sobre la reconstrucción climática de los momentos cálidos  y de los fríos.  Ha hecho contribuciones al conocimiento del modo de vida de las sociedades cazadoras y cosechadoras del Paleolítico, en aspectos que incluyen la Industria lítica,  los entierros, o el trabajo de la piel. 
1. ↑  UB, GREC - Aplicació de Gestió de la Recerca -. «Joan Daura Lujan. Facultat de Geografia i Història (UB)». Consultado el 10 de julio de 2024.
2. ↑  «Joan Daura Lujan | IAUB». Consultado el 10 de julio de 2024.
3. ↑  «Joan Daura CV» (en portugués). Consultado el 10 de julio de 2024.
4. ↑  Daura, J.; Sanz, M.; Subirá, M.E.; Quam, R.; Fullola, J.M. (2005-07). «A Neandertal mandible from the Cova del Gegant (Sitges, Barcelona, Spain)». Journal of Human Evolution 49 (1): 56–70. ISSN 0047-2484. doi:10.1016/j.jhevol.2005.03.004.
5. ↑  Daura, Joan; Sanz, Montserrat; Arsuaga, Juan Luis; Hoffmann, Dirk L.; Quam, Rolf M. (28 de marzo de 2017). «New Middle Pleistocene hominin cranium from Gruta da Aroeira (Portugal)». Proceedings of the National Academy of Sciences (en inglés) 114 (13): 3397–3402. ISSN 0027-8424. PMC 5380066. PMID 28289213. doi:10.1073/pnas.1619040114.
6. ↑  Daura, J.; Sanz, M.; Julià, R.; García-Fernández, D.; Fornós, J. J. (15 de abril de 2015). «Cova del Rinoceront (Castelldefels, Barcelona): a terrestrial record for the Last Interglacial period (MIS 5) in the Mediterranean coast of the Iberian Peninsula». Quaternary Science Reviews 114: 203–227. ISSN 0277-3791. doi:10.1016/j.quascirev.2015.02.014.
7. ↑  Daura, J.; Sanz, M.; García, N.; Allué, E.; Vaquero, M. (15 de enero de 2013). «Terrasses de la Riera dels Canyars (Gavà, Barcelona): the landscape of Heinrich Stadial 4 north of the “Ebro frontier” and implications for modern human dispersal into Iberia». Quaternary Science Reviews 60: 26–48. ISSN 0277-3791. doi:10.1016/j.quascirev.2012.10.042.
8. ↑  «A 400,000-year-old Acheulean assemblage associated with the Aroeira-3 human cranium (Gruta da Aroeira, Almonda karst system, Portugal)». Comptes Rendus Palevol (en francés) 17 (8): 594–615. 2018.
9. ↑  Doyon, Luc; Faure, Thomas; Sanz, Montserrat; Daura, Joan; Cassard, Laura (14 de abril de 2023). «A 39,600-year-old leather punch board from Canyars, Gavà, Spain». Science Advances (en inglés) 9 (15). ISSN 2375-2548. PMC 10096582. PMID 37043572. doi:10.1126/sciadv.adg0834.

- Datos: Q57092967